# Cecilia Brauer
Cecilia Gniewek Brauer (East Meadow (Nova York), 1924 - Teaneck, Nova Jersey, 16 d'octubre, 2021), fou una interprete de la celesta i també tocava el piano a les gires, i era una apassionada per actuar amb la Glass Armonica sempre que era possible. Era germana del violinista Raymond Gniewek.
Cecilia era una pianista excel·lent, va rebre una beca per assistir al Curtis Institute of Music de Filadèlfia, on va estudiar amb Isabelle Vengerova fins que les circumstàncies familiars relacionades amb la Segona Guerra Mundial van interrompre el seu pas a Curtis. Va marxar el 1940 i va completar la seva educació a "Hempstead High School" el 1942. No obstant seva relació amb Curtis va continuar durant tota la seva vida.

Després d'aquest estudis, va començar la seva carrera com a artista de gira amb la "National Music League". Va acabar aquesta part de la seva carrera el 1950 quan es va casar amb Frederick Brauer, per formar la seva família. Ella va continuar carrera de solista actuant amb orquestres locals, inclosa la "Merrick Symphony Orchestra", on el 1994 als 70 anys va interpretar el Concert per a piano núm. 2 (Rakhmàninov). Sovint deia:
"Estic tan orgullosa de poder interpretar a "Yankee Doodle Dandy" com ho estic d'interpretar el Rachmaninoff".
Va fer una investigació exhaustiva sobre Franklin, l'inventor de l'instrument i va fer presentacions educatives per a nens i adults en nombroses escoles, museus i biblioteques d'arreu del país, vestida amb vestits d'època! Un dels seus èxits més grans i orgullosos va ser mentre investigava l'òpera Lucia di Lammermoor de Gaetano Donizetti, va trobar que la partitura original de l'"escena boja" estava escrita per a l'harmònica, però que tradicionalment s'havia substituït per la flauta. Va aprendre la peça tal com estava escrita per a harmònica i la va interpretar per al mestre James Levine i la soprano Natalie Dessay per a la seva consideració. Van quedar impressionats amb l'oportunitat d'interpretar la partitura tal com es va escriure originalment i junts la van adaptar a la veu de la Dessay. Es va estrenar per primera vegada a Amèrica l'octubre de 2007 al Met.
Va guanyar nombrosos premis nacionals, va actuar a NPR i en bandes sonores de pel·lícules com "Entrevista amb el vampir", que també va ensenyar a una gran quantitat d'estudiants.